# Модели комуникације
Модели комуникације поједностављују или представљају процес комуникације. Већина комуникационих модела покушава да опише и вербалну и невербалну комуникацију и често је схвата као размену порука. Њихова функција је да дају сажет преглед сложеног процеса комуникације. Ово помаже истраживачима да формулишу хипотезе, примене концепте везане за комуникацију на стварне случајеве и тестирају предвиђања. Упркос њиховој корисности, многи модели се критикују на основу тврдње да су превише једноставни јер изостављају суштинске аспекте. Компоненте и њихове интеракције обично се представљају у облику дијаграма. Неке основне компоненте и интеракције се поново појављују у многим моделима. Оне укључују идеју да пошиљалац кодира информације у облику поруке и шаље их примаоцу путем канала. Прималац треба да декодира поруку да би разумео првобитну идеју и пружа неки облик повратне спреге. У оба случаја, шум може ометати и изобличити поруку.
Модели комуникације се класификују у зависности од њихове наменске примене и начина на који концептуализују процес. Општи модели се примењују на све облике комуникације, док се специјализовани модели ограничавају на специфичне облике, као што је масовна комуникација. Линеарни модели преноса схватају комуникацију као једносмеран процес у којем пошиљалац преноси идеју примаоцу. Интеракциони модели укључују повратну спрегу путем које прималац одговара након добијања поруке. Трансакциони модели виде слање и одговарање као симултане активности. Они сматрају да се значење ствара у овом процесу и да не постоји пре њега. Конститутивни и конструкционистички модели наглашавају да је комуникација основни феномен одговоран за то како људи разумеју и доживљавају стварност. Интерперсонални модели описују комуникативне размене са другим људима. Они су у супротности са интраперсоналним моделима, који разматрају комуникацију са самим собом. Модели нељудске комуникације описују комуникацију међу другим врстама. Даље врсте укључују моделе кодирања-декодирања, хиподермичке моделе и релационе моделе.
Проблем комуникације се разматрао још у античкој Грчкој, али се поље студија комуникације развило у засебну истраживачку дисциплину тек средином 20. века. Сви рани модели били су линеарни модели преноса, као што су Ласвелов модел, Шенон-Виверов модел, Гербнеров модел и Берлоов модел. За многе сврхе, касније су их заменили интеракциони модели, као што је Шрамов модел. Почевши од 1970-их, предложени су трансакциони модели комуникације, попут Барнлундовог модела, како би се превазишла ограничења интеракционих модела. Они представљају порекло даљег развоја у облику конститутивних модела.

## Дефиниција и функција
Модели комуникације су прикази процеса комуникације. Они покушавају да пруже једноставно објашњење процеса истицањем његових најосновнијих карактеристика и компоненти. Као поједностављене слике, они представљају само оне аспекте који су, према мишљењу творца модела, најважнији за комуникацију. Комуникација се може дефинисати као пренос идеја. Општи модели комуникације покушавају да опишу све њене облике, укључујући вербалну и невербалну комуникацију, као и визуелне, аудитивне и олфакторне облике. У најширем смислу, комуникација није ограничена на људе, већ се дешава и међу животињама и између врста. Међутим, модели комуникације се обично фокусирају на људску комуникацију као парадигматски облик. Они обично укључују неки тип интеракције између две или више страна у којој се размењују поруке. Процес у целини је веома сложен, због чега модели комуникације представљају само најуочљивије карактеристике приказујући како главне компоненте функционишу и међусобно делују. То обично чине у облику поједностављене визуелизације и занемарују неке аспекте ради једноставности. Неки теоретичари, попут Пола Коблија (Paul Cobley) и Петера Ј. Шулца (Peter J. Schulz), разликују моделе комуникације од теорија комуникације. Ово се заснива на идеји да теорије комуникације покушавају да пруже апстрактнији концептуални оквир који је довољно снажан да тачно представи стварну стварност упркос њеној сложености. Теоретичар комуникације Роберт Крејг (Robert Craig) види разлику у томе што модели првенствено представљају комуникацију, док је теорије додатно објашњавају. Према Френку Денсу (Frank Dance), не постоји један потпуно свеобухватан модел комуникације, јер сваки наглашава само одређене аспекте, а друге искривљује. Из тог разлога, он предлаже да се усвоји породица различитих модела.
Модели комуникације служе различитим функцијама. Њихова поједностављена презентација помаже студентима и истраживачима да идентификују главне кораке комуникације и примене концепте везане за комуникацију на стварне случајеве. Јединствена слика коју пружају олакшава опис и објашњење посматраних феномена. Модели комуникације могу водити формулисање хипотеза и предвиђања о томе како ће се комуникативни процеси одвијати и показати како се ти процеси могу мерити. Један од њихових циљева је да покажу како побољшати комуникацију, на пример, избегавањем дисторзија кроз шум или откривањем како друштвени и економски фактори утичу на квалитет комуникације.

## Основни концепти
Многи основни концепти се понављају у различитим моделима, као што су „пошиљалац”, „прималац”, „порука”, „канал”, „сигнал”, „кодирање”, „декодирање”, „шум”, „повратна спрега” и „контекст”. Њихова тачна значења се незнатно разликују од модела до модела, а понекад се користе различити термини за исте идеје. Једноставни модели се ослањају на само неколико ових концепата, док сложенији модели укључују многе од њих.
Пошиљалац је одговоран за креирање поруке и њено слање примаоцу. Неки теоретичари уместо тога користе термине извор и одредиште. Сама порука може бити вербална или невербална и садржи неки облик информације. Процес кодирања преводи поруку у сигнал који се може пренети помоћу канала. Канал је сензорни пут којим сигнал путује. На пример, изражавање мисли у говору кодира их као звукове, који се преносе ваздухом као каналом. Декодирање је обрнути процес од кодирања: дешава се када се сигнал преведе назад у поруку.
Шум је сваки утицај који омета да порука стигне на своје одредиште. Неки теоретичари разликују буку из околине и семантички шум: бука из околине изобличује сигнал на путу до примаоца, док се семантички шум јавља током кодирања или декодирања, на пример, када прималац не протумачи двосмислену реч у поруци онако како је пошиљалац намеравао. Повратна спрега значи да прималац одговара на поруку преношењем неке информације назад првобитном пошиљаоцу. Контекст се састоји од околности комуникације. То је веома широк појам који се може односити на физичко окружење и ментално стање комуникатора, као и на општу друштвену ситуацију.

## Класификације
Модели комуникације се класификују на много начина, а предложене класификације се често преклапају. Неки модели су општи у смислу да имају за циљ да опишу све облике комуникације. Други су специјализовани: примењују се само на специфична поља или области. На пример, модели масовне комуникације су специјализовани модели који немају за циљ да дају универзални приказ комуникације. Други контраст је између линеарних и нелинеарних модела. Већина раних модела комуникације су линеарни модели. Они представљају комуникацију као једносмеран процес у којем поруке теку од комуникатора до публике. Нелинеарни модели, с друге стране, су вишесмерни: поруке се шаљу напред-назад између учесника. Према Уми Нарули (Uma Narula), линеарни модели описују појединачне акте комуникације, док нелинеарни модели описују цео процес.

### Линеарни пренос
Линеарни модели преноса описују комуникацију као једносмеран процес. У њему, пошиљалац намерно преноси поруку примаоцу. Пријем поруке је крајња тачка овог процеса. Пошто не постоји повратна спрега, пошиљалац можда не зна да ли је порука стигла на предвиђено одредиште. Већина раних модела били су модели преноса. Због своје линеарне природе, они су често сувише једноставни да би обухватили динамичке аспекте различитих облика комуникације, као што је уобичајени разговор лицем у лице. Фокусирајући се само на пошиљаоца, они изостављају перспективу публике. На пример, слушање се обично не дешава тек тако, већ је активан процес који укључује вештине слушања и интерпретацију. Међутим, неки облици комуникације могу бити тачно описани њима, као што су многи типови комуникације посредоване рачунаром. Ово се, на пример, односи на SMS, слање имејла, објављивање на блогу или дељење нечега на друштвеним медијима. Неки теоретичари, попут Уме Наруле, говоре о „акционим моделима” уместо о линеарним моделима преноса како би нагласили како се они фокусирају само на радње пошиљаоца. Линеарни модели преноса укључују Аристотелов, Ласвелов, Шенон-Виверов и Берлоов модел.

### Интеракција
Код интеракционих модела, учесници у комуникацији наизменично заузимају позиције пошиљаоца и примаоца. Дакле, након пријема поруке, генерише се нова порука и враћа се првобитном пошиљаоцу као облик повратне спреге. У том погледу, комуникација је двосмеран процес. Ово додаје већу сложеност моделу, јер су учесници и пошиљаоци и примаоци и наизменично се смењују између ове две позиције.
Код интеракционих модела, ови кораци се дешавају један за другим: прво се шаље и прима једна порука, касније се друга порука враћа као повратна спрега, итд. Такве повратне спреге омогућавају пошиљаоцу да процени да ли је његова порука примљена и да ли је имала жељени ефекат, или да ли је била изобличена шумом. На пример, интеракциони модели се могу користити за опис разговора путем инстант порука: пошиљалац шаље поруку и затим мора да чека да прималац реагује. Други пример је сесија питања и одговора где једна особа поставља питање, а затим чека да друга особа одговори. Интеракциони модели обично стављају већи нагласак на интерактивни процес, а мање на технички проблем како се порука преноси у сваком кораку. Из тог разлога, већи значај се придаје контексту који обликује размену порука. Ово укључује физички контекст, као што је удаљеност између говорника, и психолошки контекст, који укључује менталне и емоционалне факторе као што су стрес и анксиозност. Шрамов модел је један од најранијих интеракционих модела.

### Трансакција
Трансакциони модели се разликују од интеракционих модела на два начина. С једне стране, они схватају слање и одговарање као симултане процесе. Ово се може користити за опис начина на који слушаоци користе невербалну комуникацију, као што су држање тела и израз лица, да би дали неки облик повратне спреге. На овај начин, они могу сигнализирати да ли се слажу са поруком док говорник говори. Ова повратна спрега заузврат може утицати на поруку говорника док се она производи. С друге стране, трансакциони модели наглашавају да се значење ствара у процесу комуникације и да не постоји пре њега. Ово се често комбинује са тврдњом да комуникација ствара друштвене стварности као што су односи, лични идентитети и заједнице. Ово такође утиче на саме комуникаторе на различитим нивоима, као што су њихове мисли и осећања, као и њихови друштвени идентитети.
Трансакциони модели обично стављају већи нагласак на контексте и како они обликују размену информација. Понекад се деле на друштвене, релационе и културне контексте. Друштвени контексти укључују експлицитна и имплицитна правила о томе који облик поруке и повратне спреге је прихватљив. Пример је да не треба прекидати људе или да се на поздраве треба одговорити. Релациони контексти су специфичнији по томе што се тичу претходног односа и заједничке историје комуникатора. Ово укључује факторе као што су да ли су учесници пријатељи, комшије, колеге или ривали. Културни контекст обухвата друштвене идентитете комуникатора, као што су раса, пол, националност, сексуална оријентација и друштвена класа. Барнлундов модел је утицајан рани трансакциони модел.

### Конститутивни и конструкционистички
Конститутивни модели сматрају да се значење „рефлексивно конструише, одржава или преговара у самом чину комуницирања”. То значи да комуникација није само размена унапред утврђених пакета информација, већ креативан процес, за разлику од погледа који се налази у многим моделима преноса. Према Роберту Крејгу, ово имплицира да је комуникација основни друштвени феномен који се не може објаснити психолошким, културним, економским или другим факторима. Уместо тога, комуникацију треба посматрати као узрок других друштвених процеса, а не као њихов резултат. Конститутивни модели су блиско повезани са конструкционистичким моделима, који виде комуникацију као основни процес одговоран за то како људи разумеју, представљају и доживљавају стварност. Према социјалним конструкционистима, попут Џорџа Херберта Мида, стварност није нешто потпуно спољашње, већ зависи од тога како се концептуализује, што се дешава кроз комуникацију.

### Интерперсонални и интраперсонални
Интерперсонална комуникација је комуникација између две различите особе, као када се неко поздравља на улици или обавља телефонски позив. Интраперсонална комуникација, насупрот томе, је комуникација са самим собом. Пример је особа која размишља за себе да би требало да унесе веш споља јер ће ускоро падати киша. Већина модела комуникације се фокусира на интерперсоналну комуникацију претпостављајући да су пошиљалац и прималац различите особе. Они често истражују како пошиљалац кодира поруку, како се та порука преноси и могуће изобличава, и како прималац декодира и тумачи поруку.
Међутим, неки модели су специфично формулисани за интраперсоналну комуникацију. Многи од њих се фокусирају на идеју да интраперсонална комуникација почиње перцепцијом унутрашњих и спољашњих стимулуса који носе информације. Ови стимулуси се обрађују и тумаче на различите начине, на пример, класификовањем и приписивањем симболичког значења. Каснији кораци укључују размишљање о њима, организовање информација, а затим кодирање тако замишљених идеја у бихевиорални одговор. Овај одговор сам по себи може произвести нове стимулусе и деловати као облик повратне спреге за наставак интраперсоналне комуникације. Неки модели комуникације покушавају да пруже перспективу која укључује и интерперсоналну и интраперсоналну комуникацију како би показали како ова два феномена утичу један на други.

### Нељудска
Дисциплина студија комуникације и модели комуникације предложени у њој нису ограничени на људску комуникацију. Они укључују расправе о комуникацији међу другим врстама, као што су нељудске животиње и биљке. Модели нељудске комуникације обично наглашавају практичне аспекте комуникације, тј. какве ефекте она има на понашање. Пример је да комуникација пружа еволуциону предност комуникаторима.
Неки модели комуникације животиња су слични моделима људске комуникације по томе што процес схватају као размену информација. Ова размена помаже комуникаторима да смање неизвесност и да делују на начин који им је од користи. Даљи приступ се разматра у манипулативном моделу комуникације животиња. Он тврди да централни аспект комуникације не лежи у размени информација, већ у изазивању промена у понашању других организама. Овај утицај првенствено доноси корист пошиљаоцу и не мора укључивати пренос порука. На овај начин, пошиљалац „искоришћава мишићну снагу друге животиње”. Нешто другачији приступ се више фокусира на кооперативни аспект комуникације и сматра да и пошиљалац и прималац имају користи од размене. Модели комуникације биљака обично схватају комуникацију у смислу биохемијских промена и одговора. Према Ричарду Карбану (Richard Karban), овај процес почиње знаком који емитује пошиљалац, а затим га перципира прималац. Прималац обрађује ове информације да би их превео у неку врсту одговора.

### Остали
Предложене су и додатне класификације модела комуникације. Термин модел кодирања-декодирања користи се за сваки модел који у свом опису комуникације укључује фазе кодирања и декодирања. Такви модели наглашавају да је за слање информација неопходан код. Код је систем знакова који се користи за изражавање идеја и тумачење порука. Модели кодирања-декодирања се понекад супротстављају инференцијалним моделима. Код ових других, прималац није заинтересован само за послате информације, већ покушава да закључи намеру пошиљаоца иза формулисања поруке. Хиподермички модели, такође познати као теорије магичног метка, сматрају да се комуникација може свести на пренос идеја, информација или осећања од пошиљаоца до примаоца. У њима је порука попут магичног метка који испаљују активни пошиљаоци на пасивне и беспомоћне примаоце. Они су блиско повезани са линеарним моделима преноса и у супротности су са рецепцијским моделима, који приписују активну улогу примаоцу у процесу комуникације и стварања значења.
Релациони модели наглашавају важност односа између комуникатора. На пример, Вилбур Шрам сматра да овај однос обликује очекивања која учесници уносе у размену и улоге које играју у њој. Ове улоге утичу на то како комуникатори покушавају да допринесу комуникативном циљу. У контексту наставе, на пример, улога наставника укључује дељење и објашњавање информација, док улога ученика укључује учење и постављање разјашњавајућих питања. Релациони модели такође описују како комуникација утиче на однос између комуникатора. На пример, комуникација између пацијента и болничког особља утиче на то да ли се пацијент осећа збринуто или дехуманизовано. Релациони модели су блиско повезани са конвергенцијским моделима. Код конвергенцијских модела, циљ комуникације је конвергенција: постизање међусобног разумевања. Повратна спрега игра централну улогу у том погледу: ефикасна повратна спрега помаже у постизању овог циља, док неефикасна повратна спрега води ка дивергенцији.
Модели разлика наглашавају улогу родних и расних разлика у процесу комуникације. Неки, на пример, постулирају да мушкарци и жене имају различите стилове комуникације и теже постизању различитих циљева кроз комуникацију.

## Историја
Комуникација је проучавана још у античкој Грчкој, а један од првих модела комуникације потиче од Аристотела. Међутим, поље студија комуникације се развило у засебну истраживачку дисциплину тек у 20. веку. У раним фазама, често је позајмљивало моделе и концепте из других дисциплина, као што су психологија, социологија, антропологија и политичке науке. Али како се развијало као наука, почело је све више да се ослања на сопствене моделе и концепте. Почевши од 1940-их и наредних деценија, развијени су многи нови модели комуникације. Већина раних модела били су линеарни модели преноса. За многе сврхе, заменили су их нелинеарни модели као што су интеракциони, трансакциони и конвергенцијски модели.

### Аристотел
Један од најранијих модела комуникације дао је Аристотел. Он говори о комуникацији у свом трактату Реторика и карактерише је као techne или уметност. Његов модел се првенствено бави јавним говором и састоји се од пет елемената: говорник, порука, публика, прилика и ефекат.
Према Аристотеловом моделу комуникације, говорник жели да има ефекат на публику, као што је убеђивање у неко мишљење или правац деловања. Иста порука може имати веома различите ефекте у зависности од публике и прилике. Из тог разлога, говорник треба да узме у обзир ове факторе и у складу с тим састави своју поруку. Многи основни елементи Аристотеловог модела комуникације и данас се налазе у савременим моделима.

### Ласвел
Ласвелов модел је рани и утицајан модел комуникације. Предложио га је Харолд Ласвел (Harold Lasswell) 1948. године и користи пет питања за идентификацију и опис главних аспеката комуникације: „Ко?”, „Каже шта?”, „Којим каналом?”, „Коме?” и „С којим ефектом?”. Она одговарају пет основних компоненти укључених у комуникативни процес: пошиљалац, порука, канал, прималац и ефекат. За новински наслов, тих пет компоненти су репортер, садржај наслова, саме новине, читалац и одговор читаоца на наслов. Ласвел свакој компоненти додељује поље истраживања, што одговара анализи контроле, анализи садржаја, анализи медија, анализи публике и анализи ефеката. Модел се обично посматра као линеарни модел преноса и првобитно је формулисан специфично за масовну комуникацију, као што су радио, телевизија и новине. Ипак, коришћен је и у другим областима, као што су нови медији. Многи теоретичари га третирају као универзални модел који се примењује на било који облик комуникације. Широко се наводи као модел комуникације, али неки теоретичари, попут Закарија С. Сапијенце (Zachary S. Sapienza) и сарадника, изразили су сумњу у ову карактеризацију и виде га уместо тога као средство за постављање питања, формулу или конструкт.
Ласвелов модел се често критикује због своје једноставности. Пример је то што не укључује експлицитну расправу о виталним факторима као што су шум и повратне спреге. Такође не говори о утицају физичких, емоционалних, друштвених и културних контекста. Ови недостаци су подстакли неке теоретичаре да прошире Ласвелов модел. На пример, Ричард Бредок (Richard Braddock) је 1958. објавио проширење које укључује два додатна питања: „Под којим околностима?” и „У коју сврху?”.

### Шенон и Вивер
Шенон-Виверов модел је још један рани и утицајан модел комуникације. То је линеарни модел преноса који је објављен 1948. године и описује комуникацију као интеракцију пет основних компоненти: извор, предајник, канал, пријемник и одредиште. Извор је одговоран за генерисање поруке. Ову поруку предајник преводи у сигнал, који се затим шаље помоћу канала. Пријемник има супротну функцију од предајника: он преводи сигнал назад у поруку, која се ставља на располагање одредишту. Шенон-Виверов модел је првобитно формулисан по аналогији са начином на који функционишу телефонски позиви, али је замишљен као општи модел свих облика комуникације. У случају фиксног телефонског позива, особа која зове је извор, а њен телефон је предајник који преводи поруку у електрични сигнал. Жица делује као канал. Особа која прима позив је одредиште, а њен телефон је пријемник.
Клод Шенон (Claude Shannon) и Ворен Вивер (Warren Weaver) категоризују и решавају проблеме релевантне за моделе комуникације на три основна нивоа: технички, семантички и проблеми ефективности. Они одговарају питањима како пренети симболе у поруци примаоцу, како ти симболи носе значење и како обезбедити да порука има жељени ефекат на примаоца. Шенон и Вивер усмеравају пажњу на технички ниво расправљајући о томе како шум може ометати сигнал. Ово отежава примаоцу да реконструише намеру извора која се налази у оригиналној поруци. Они покушавају да реше овај проблем чинећи поруку редундантном како би било лакше открити дисторзије. Шенон-Виверов модел је био утицајан у областима теорије комуникације и теорије информација. Међутим, критикован је јер поједностављује неке делове комуникативног процеса. На пример, представља комуникацију као једносмеран процес, а не као динамичку интеракцију порука које иду напред-назад између оба учесника.

### Њуком
Њукомов модел је први пут објавио Теодор М. Њуком (Theodore M. Newcomb) у свом раду из 1953. године „Приступ проучавању комуникативних аката” (An approach to the study of communicative acts). Назива се ABX модел комуникације јер схвата комуникацију у смислу три компоненте: две стране (А и Б) које међусобно делују о теми или објекту (X). А и Б могу бити особе или групе, као што су синдикати или нације. X може бити било који део њиховог заједничког окружења, као што је одређена ствар или друга особа. ABX модел се разликује од ранијих модела по томе што се фокусира на друштвени однос између комуникатора у облику оријентација или ставова које имају један према другом и према теми. Оријентације могу бити повољне или неповољне и укључују уверења. Оне имају велики утицај на то како се комуникација одвија. Релевантно је, на пример, да ли се А и Б допадају један другом и да ли имају исти став према X.
Њуком схвата комуникацију као „научени одговор на напетост” изазвану нескладом између оријентација. Друштвена функција комуникације је одржавање равнотеже у друштвеном систему одржавањем различитих оријентација у равнотежи. По Њукомовим речима, комуникација омогућава „двема или више индивидуа да одржавају симултану оријентацију једна према другој и према објектима спољашњег окружења”. Оријентације А и Б су подложне променама и утичу једна на другу. Значајне разлике међу њима, као што су супротстављена мишљења о X, изазивају напетост у односу. У таквим случајевима, комуникација има за циљ да смањи напетост и успостави равнотежу разменом информација о објекту. На пример, ако су А и Б пријатељи, а X је неко кога обоје познају, онда равнотежа значи да имају исти став према X. Међутим, постоји неравнотежа или напетост ако А воли X, а Б не. Ово ствара тенденцију да А и Б размењују информације о X док не дођу до заједничког става. Што је X важнији за А и Б, то је ова тенденција хитнија.
Утицајно проширење Њукомовог модела потиче од Вестлија (Westley) и Меклина (MacLean). Они уводе идеју асиметрије информација: пошиљалац (А) је свестан неколико тема (X1 до X3) и мора да састави поруку (X') коју ће комуницирати примаоцу (Б). Директна перцепција Б је ограничена на само неколико ових тема (X1Б). Још један додатак је укључивање повратне спреге (fBA) од примаоца ка пошиљаоцу. Вестли и Меклин такође предлажу даље проширење како би се објаснила масовна комуникација. У ту сврху, они укључују додатну компоненту, Ц, која има улогу гејткипера који филтрира оригиналну поруку за масовну публику.

### Шрам
Шрамов модел комуникације је један од најранијих интеракционих модела комуникације. Објавио га је Вилбур Шрам (Wilbur Schramm) 1954. године као одговор и побољшање линеарних модела преноса комуникације, као што су Ласвелов модел и Шенон-Виверов модел. Главна разлика у том погледу је што Шрам не види публику као пасивне примаоце. Уместо тога, он их схвата као активне учеснике који одговарају слањем сопствене поруке као облика повратне спреге. Повратна спрега је део многих врста комуникације и олакшава учесницима да идентификују и реше могуће неспоразуме.
За Шрама, комуникација се заснива на односу између извора и одредишта и састоји се у дељењу идеја или информација. Да би се то догодило, извор мора да кодира своју идеју у симболичком облику као поруку. Ова порука се шаље одредишту помоћу канала, као што су звучни таласи или мастило на папиру. Одредиште мора да декодира и протумачи поруку како би реконструисало првобитну идеју. Процеси кодирања и декодирања одговарају улогама предајника и пријемника у Шенон-Виверовом моделу. Према Шраму, на ове процесе утичу поља искуства сваког учесника. Поље искуства укључује прошла животна искуства и утиче на то шта учесник разуме и са чиме је упознат. Комуникација не успева ако је порука изван поља искуства примаоца. У том случају, прималац није у стању да је декодира и повеже са идејом пошиљаоца. Други извори грешака су спољашњи шум или грешке у фазама декодирања и кодирања. Шрам сматра да је успешна комуникација остваривање жељеног ефекта. Он разматра услове да би то било могуће. Они укључују обезбеђивање пажње примаоца, да је порука разумљива, и да је публика способна и мотивисана да реагује на поруку на жељени начин.
Током 1970-их, Шрам је предложио измене свог првобитног модела како би узео у обзир открића направљена у студијама комуникације у претходним деценијама. Његов нови приступ посебно наглашава однос између учесника. Однос одређује циљ комуникације и улоге које учесници играју.

### Гербнер
Џорџ Гербнер (George Gerbner) је први пут објавио свој модел у раду из 1956. године „Ка општем моделу комуникације” (Toward a General Model of Communication). То је линеарни модел преноса. Заснован је на Шенон-Виверовом моделу и Ласвеловом моделу, али их проширује на различите начине. Циљ му је да пружи општи приказ свих облика комуникације. Једна од његових иновација је та што не почиње са поруком или идејом, већ са догађајем. Комуникациони агент га перципира и саставља поруку о њему. За Гербнера, поруке нису пакети који постоје пре комуникације. Уместо тога, порука се ствара у процесу кодирања и на њу утичу код и канал. Гербнер претпоставља да је циљ комуникације информисање друге особе о нечему чега она није свесна. Он укључује укупно десет основних компоненти: (1) неко (2) перципира догађај (3) и реагује (4) у ситуацији (5) неким средствима. Ово се ради са циљем да се (6) учине доступним материјали (7) у неком облику (8) и контексту (9) који преносе садржај (10) са неком последицом. Свака од ових компоненти одговара различитој области проучавања. На пример, истраживање комуникатора и публике проучава прву компоненту, док се истраживање перцепције бави другом компонентом. У Гербнеровом примеру, „човек примети кућу у пламену преко пута и викне 'Пожар!'”. У овом случају, „неко” одговара човеку, а перципирани догађај је запаљена кућа. Друге компоненте укључују његов глас (средства) и ватру (пренесени садржај).
Однос између поруке и стварности је од централне важности за Гербнера. Из тог разлога, његов модел укључује две димензије. Хоризонтална димензија одговара односу између комуникатора и догађаја. Вертикална димензија одговара односу између комуникатора и поруке. Комуникација почиње у хоризонталној димензији догађајем који перципира пошиљалац. Следећи корак се дешава у вертикалној димензији, где се перцепт преводи у сигнал који садржи поруку. Порука има два кључна аспекта: садржај и форму. Садржај је информација о догађају. Последњи корак поново припада хоризонталној димензији: публика перципира и тумачи поруку о догађају.
Сви ови кораци су креативни процеси који бирају неке карактеристике које ће бити укључене. На пример, догађај се никада не перципира у целини. Уместо тога, комуникатор мора да изабере и протумачи његове најуочљивије карактеристике. Исто се дешава приликом кодирања поруке: перцепт је обично превише сложен да би се у потпуности комуницирао и изражавају се само његови најзначајнији аспекти. Селекција се такође тиче избора кода и канала који ће се користити. Доступност канала се разликује од особе до особе и од ситуације до ситуације. На пример, многи људи немају приступ масовним медијима, попут телевизије, да би послали своју поруку широкој публици. Гербнеров нагласак на односу између поруке и стварности био је утицајан за касније моделе комуникације. Међутим, Гербнеров модел и даље пати од многих ограничења ранијих модела на којима се заснива. Пример је фокус на линеарном преносу информација без дубинске расправе о улози повратних спрега. Друго питање се тиче питања како се ствара значење.

### Берло
Берлоов модел је линеарни модел преноса комуникације. Објавио га је Дејвид Берло (David Berlo) 1960. године и био је под утицајем ранијих модела, као што су Шенон-Виверов модел и Шрамов модел. Обично се назива SMCR модел (Source-Message-Channel-Receiver) због своје четири главне компоненте (извор, порука, канал и прималац). Свака од ових компоненти се одликује различитим аспектима, а главни фокус модела је детаљна расправа о свакој од њих. За Берлоа, сви облици комуникације су покушаји утицаја на понашање примаоца. Да би то урадио, извор мора да изрази своју сврху кодирањем у поруку. Ова порука се шаље кроз канал до примаоца, који мора да је декодира како би је разумео и реаговао на њу. Комуникација је успешна ако реакција примаоца одговара сврси извора.
Берлоов главни интерес у расправи о компонентама и њиховим аспектима је анализа њиховог утицаја на успешну комуникацију. Извор и прималац су обично особе, али могу бити и групе или институције. На овом нивоу, Берло идентификује четири карактеристике: комуникационе вештине, ставови, знање и друштвено-културни систем. Комуникационе вештине су првенствено способност извора да кодира поруке и способност примаоца да их декодира. Став је позитиван или негативан став који извор и прималац имају према себи, један према другом и према теми о којој се расправља. Знање означава разумевање теме, а друштвено-културни систем укључује позадинска уверења и друштвене норме уобичајене у култури и друштвеном контексту комуникатора. Уопштено говорећи, што су извор и прималац сличнији у погледу ових фактора, то је успешнија комуникација вероватнија. Комуникација може пропасти, на пример, ако примаоцу недостају вештине декодирања неопходне за разумевање поруке или ако извор има омаловажавајући став према примаоцу. За поруку, главни фактори су код, садржај и третман, од којих се сваки може анализирати у смислу своје структуре и елемената. Код је систем знакова који се користи за изражавање поруке, као што је језик. Садржај је идеја или информација изражена у поруци. Избор одговарајућег садржаја и правог кода за његово изражавање је важан за успешну комуникацију. Берло користи термин третман да би се позвао на овај избор. Он одражава стил извора као комуникатора. Канал је медиј и процес преноса поруке. Берло га анализира углавном на основу пет чула која се користе за декодирање порука: вид, слух, додир, мирис и укус. SMCR модел је инспирисао касније теоретичаре. Међутим, често се критикује због своје једноставности јер не разматра повратне спреге и зато што не даје довољан нагласак на шум и друге препреке у комуникацији.

### Денс
Хелични модел комуникације Френка Денса (Frank Dance) првобитно је објављен у његовој књизи из 1967. године Теорија људске комуникације (Human Communication Theory). Намењен је као одговор и побољшање линеарних и кружних модела, наглашавајући динамичку природу комуникације и како она мења учеснике. Денс види ману линеарних модела у њиховом покушају да разумеју комуникацију као линеарни ток порука од пошиљаоца до примаоца. Према њему, ову ману избегавају кружни модели, који укључују повратну спрегу путем које се поруке размењују напред-назад. Денс критикује кружни приступ тврдњом да он „сугерише да се комуникација враћа, у пуном кругу, на потпуно исту тачку са које је почела”.
Денс сматра да је хеликс адекватнији приказ процеса комуникације, јер имплицира да увек постоји кретање унапред. Он показује како садржај и структура ранијих комуникативних аката утичу на садржај и структуру каснијих комуникативних аката. У том погледу, комуникација има трајан ефекат на комуникаторе и континуирано се развија као процес. Кретање хеликса навише и његово ширење представља облик оптимизма, видећи комуникацију као средство раста, учења и побољшања. Основна идеја иза Денсовог хеличног модела комуникације такође се налази у теорији образовања у спиралном приступу који је предложио Џером Брунер (Jerome Bruner). Денсов модел је критикован на основу тврдње да се фокусира само на неке аспекте комуникације, али не пружа алат за детаљну анализу.

### Барнлунд
Барнлундов модел је утицајан трансакциони модел комуникације први пут објављен 1970. године. Његов циљ је да избегне нетачности ранијих модела и објасни комуникацију у свој њеној сложености. Ово укључује одбацивање идеје да се комуникација дефинише као пренос идеја од пошиљаоца до примаоца. За Барнлунда, комуникација „је производња значења, а не производња порука”. Он сматра да свет и његови објекти сами по себи немају значење. Они су значајни само у мери у којој их људи тумаче и додељују им значење учествујући у процесима декодирања и кодирања. Чинећи то, људи покушавају да смање неизвесност и дођу до заједничког разумевања. Барнлундов модел се заснива на скупу основних претпоставки. За Барнлунда, свака активност која ствара значење је облик комуникације. Он види комуникацију као динамичну јер значење није фиксно, већ зависи од људске праксе тумачења, која је сама по себи подложна променама. Комуникација је континуирана у смислу да нема почетак ни крај: људи декодирају знакове и кодирају одговоре све време, чак и када нико други није присутан. За Барнлунда, комуникација је такође кружна јер не постоји јасна подела између пошиљаоца и примаоца као што се налази у линеарним моделима преноса. Она је иреверзибилна због различитих ефеката које има на комуникаторе, а који се не могу поништити. Такође је сложена, јер су укључене многе компоненте и многи фактори утичу на то како се одвија. Због своје сложености, комуникација је непоновљива: није могуће контролисати све ове факторе да би се тачно поновила претходна размена. Ово није случај чак ни када исти комуникатори размењују исте поруке.
Барнлундов модел се заснива на идеји да се комуникација састоји од декодирања знакова приписивањем значења и кодирања одговарајућих одговора на њих. Барнлунд разликује јавне, приватне и бихевиоралне знакове. Јавни знакови су доступни свима у ситуацији, као што је дрво у парку или сто у соби. Приватни знакови су доступни само једној особи, као што је новчић у џепу или свраб на зглобу. Бихевиорални знакови су под контролом комуникатора и представљају главна средства комуникације. Они укључују вербално понашање, као што је расправљање о пословном предлогу, и невербално понашање, као што је подизање обрва или седање у столицу. Барнлундов модел је био утицајан, како због својих иновација, тако и због критика ранијих модела. Неки приговори на њега укључују то да није подједнако користан за све облике комуникације и да не објашњава како се тачно производи значење.